# Pusterla Beatrice
La Pusterla Beatrice o Porta Beatrice (in origine Pusterla di Algiso o Pusterla del Guercio) era una delle porte minori (chiamate anche "pusterle") poste sul tracciato medievale delle mura di Milano.
Si trovava al termine dell'attuale via Brera, praticamente su via Pontaccio. Nel corso della sua storia ha assunto diversi denominazioni, che si sono via via alternate fino ai tempi più recenti: prima porta braida o breida, con significato di terreno incolto, poi algisia, porta San Marco e infine Beatrice.

## Storia
Nella non chiarissima serie dei nomi dell'arco si suppone che in principio l'arco ebbe nome di pusterla braida e successivamente di algisia, essendo stato tal Algisio Guercio proprietario nel IX secolo dei terreni incolti o braide su ambe le sponde del Naviglio e che per comodità si sarebbe aperto un varco all'interno della cinta muraria del tempo. 
Nella sua L'Historia di Milano del 1554 Bernardino Corio si riferisce alla pusterla come «pusterla Braida del Guercio di Algisio», rendendo più complicata l'individuazione di un nome univoco. Tuttavia non è raro che il medesimo luogo possa avere nomi diversi stratificati nel corso dei secoli.
Algisio il Guercio aveva donato i terreni all'interno delle mura agli Umiliati, affinché vi si potessero stabilire ed edificare la propria casa madre. La pusterla, divenuta in seguito pubblica, venne restaurata nel 1232 dal podestà di Milano, Pietro Vento, ricadendo tuttavia in abbandono subito dopo. Fu solamente Lodovico il Moro ad occuparsene personalmente, intitolandola all'amatissima moglie appena defunta, Beatrice d'Este, da cui poi il nome più comune, quello di Pusterla Beatrice. Tale denominazione sarebbe sopravvissuta per secoli, sopravvivendo alla stessa demolizione della pusterla, avvenuta nel 1860.
La pusterla ancora nel Settecento viene descritta come un edificio dalla forma rettangolare, caratterizzato dalla presenza di un arco a sesto acuto ribassato, al proprio centro. La notte, quando venivano chiusi i battenti, poteva essere confusa con una qualsiasi abitazione del quartiere.
Va infine ricordato che secondo alcuni la Pusterla Beatrice coinciderebbe con la Pusterla di San Marco.

## Galleria d'immagini

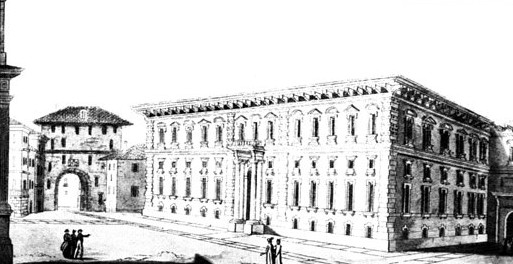
Il Palazzo di Brera e la Pusterla Beatrice
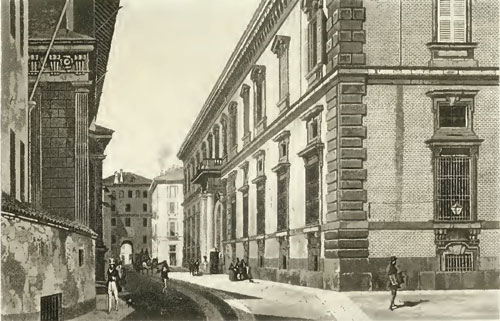
Il Palazzo di Brera e la Pusterla Beatrice